# Pont-Saint-Mard
Pont-Saint-Mard ist eine französische Gemeinde mit 185 Einwohnern (Stand: 1. Januar 2022) im Département Aisne in der Region Hauts-de-France (bis 2015: Picardie). Sie gehört zum Arrondissement Laon, zum Kanton Vic-sur-Aisne und zum Gemeindeverband Communauté de communes Picardie des Châteaux.

## Geografie
Die Gemeinde Pont-Saint-Mard liegt an der Ailette und dem parallel verlaufenden Oise-Aisne-Kanal, 16 Kilometer nördlich von Soissons und 25 Kilometer westsüdwestlich von Laon. Durch das Gemeindegebiet von Pont-Saint-Mard führt in Nord-Süd-Richtung eine alte Heerstraße des Systems Chaussée Brunehaut. Nachbargemeinden von Pont-Saint-Mard sind Champs im Norden, Coucy-le-Château-Auffrique im Nordosten, Crécy-au-Mont im Osten, Épagny im Süden sowie Guny im Westen.

## Geschichte
Zur Zeit der Französischen Revolution führte der Ort den Namen Pont-sur-Lette.

### Bevölkerungsentwicklung
| Jahr                       | 1962 | 1968 | 1975 | 1982 | 1990 | 1999 | 2006 | 2016 | 2022 |
| -------------------------- | ---- | ---- | ---- | ---- | ---- | ---- | ---- | ---- | ---- |
| Einwohner                  | 257  | 235  | 220  | 201  | 195  | 179  | 179  | 203  | 185  |
| Quellen: Cassini und INSEE |      |      |      |      |      |      |      |      |      |

## Sehenswürdigkeiten
- Kirche Saint-Médard, Monument historique seit 1919[1]
- Château de Pont-Saint-Mard, Monument historique seit 2002[2]

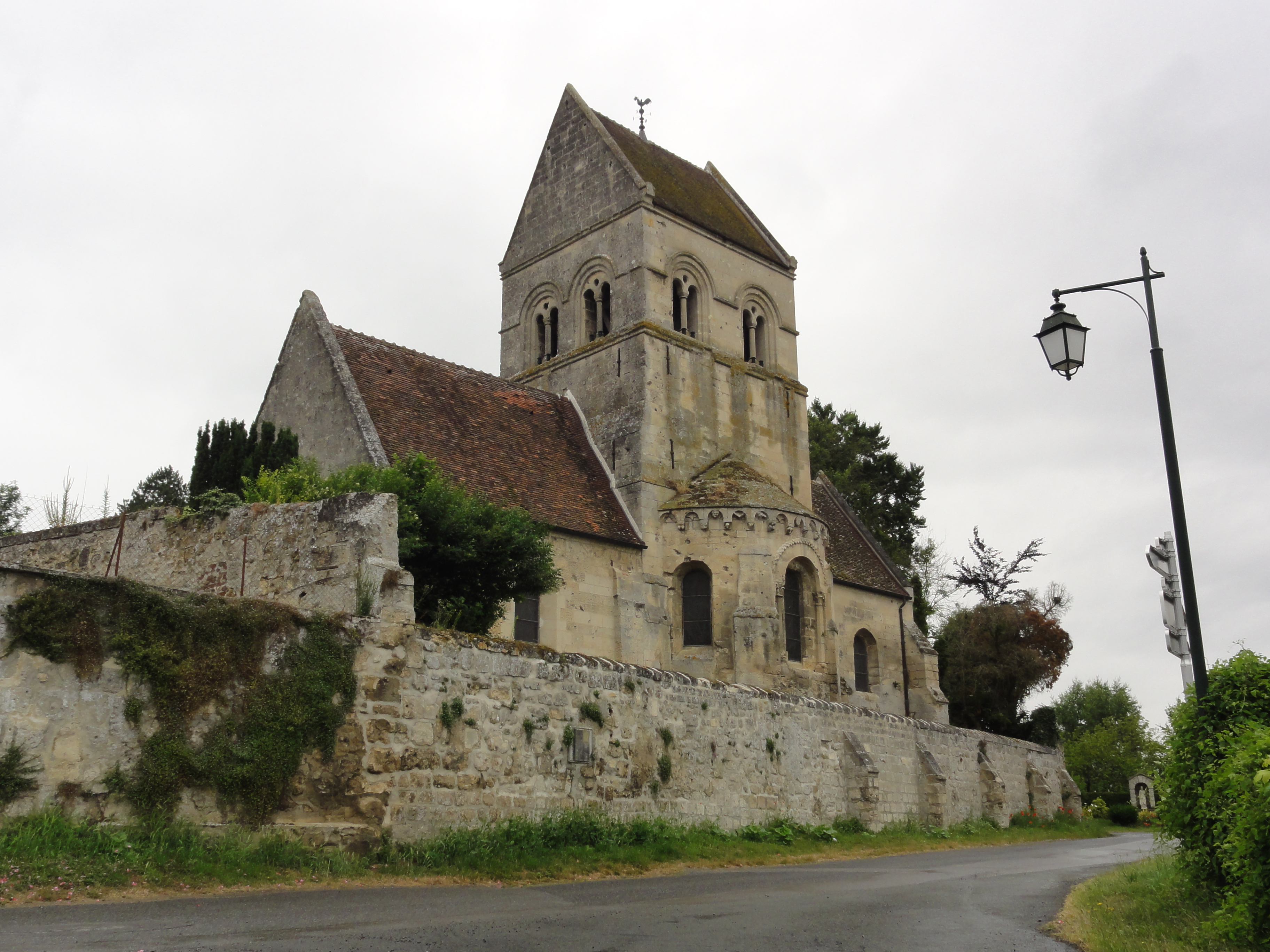
Kirche Saint-Médard
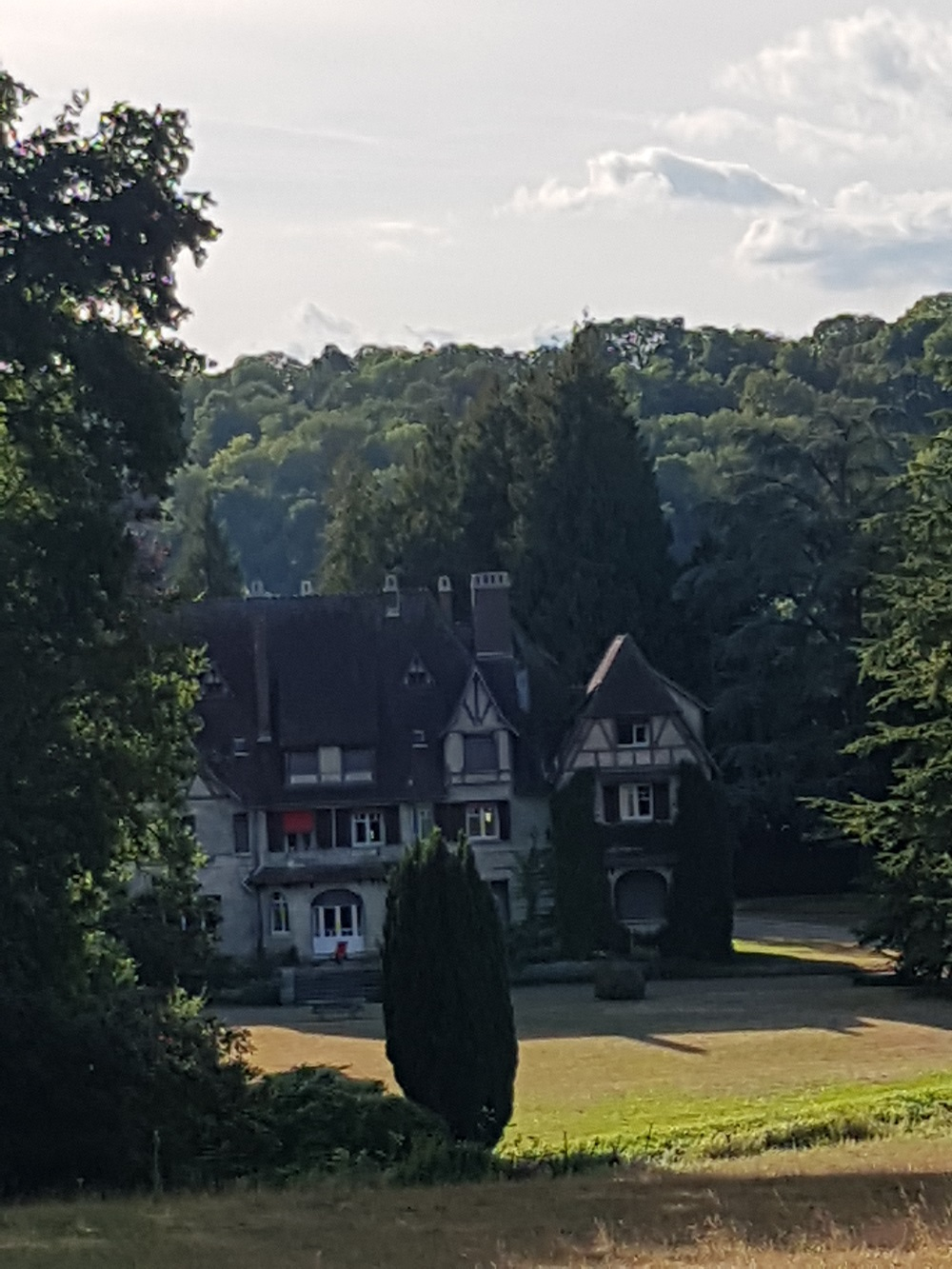
Château de Pont-Saint-Mard
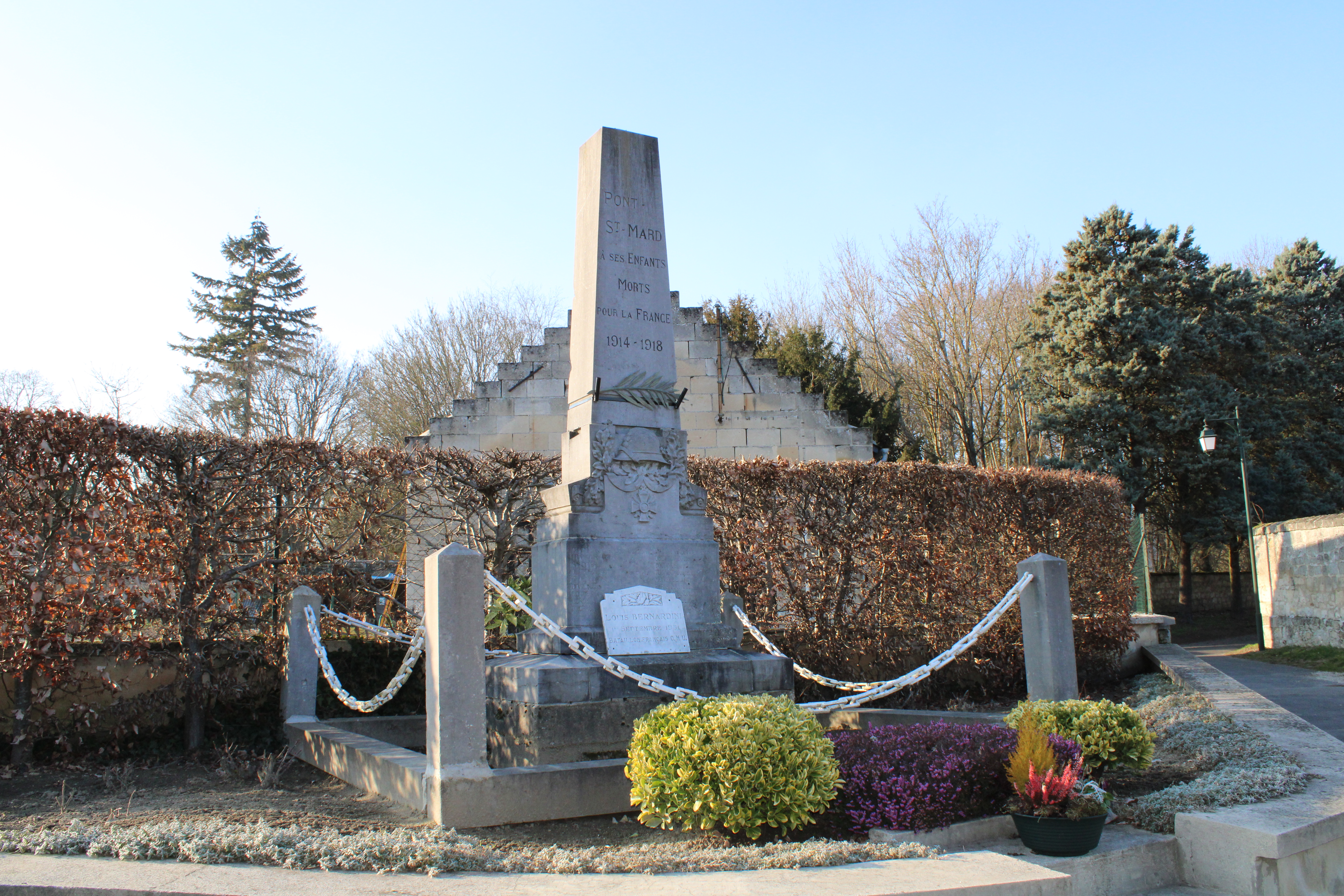
Gefallenendenkmal